# National Observer (Royaume-Uni)
The National Observer était un journal britannique publié de 1888 à 1897.

## Historique
Le premier titre du National Observer était  The Scots Observer, jusqu'à son déplacement d'Édimbourg à Londres en 1889. Il était considéré comme un journal conservateur.

L'un de ses rédacteurs principaux était William Ernest Henley, recruté en 1889 par Robert Fitzroy Bell, actionnaire majoritaire du National Observer qui engagea de jeunes auteurs dont Rudyard Kipling. La ligne politique était celle de Charles Whibley, le rédacteur adjoint, un Tory jusqu'au boutiste. À Henley succéda James Edmund Vincent (en), avec Percival Parr (en) comme rédacteur. Robert Fitzroy Bell, découragé depuis 1894, liquide le journal en 1897.

## Auteurs publiés
- Nora Chesson,
- Rudyard Kipling (The Young British Soldier),
- Robert Louis Stevenson : L'Île aux voix (The Isle of Voices) publiée en 1893.